# 퍼시 그레인저
퍼시 그레인저(Percy Grainger, 1882년 7월 8일 ~ 1961년 2월 20일)는 오스트레일리아 태생의 피아노 연주자, 작곡가이다. 멜버른 근교의 빅토리아 브라이튼에서 태어나 뉴욕에서 사망했다. 아버지 존 해리 그레인저는 건축가이다.
20세기 초에 활동한 작곡가로, 영국의 민속음악에 대한 사회의 관심을 이끌어냈다. 대부분의 작품이 실험적이고 독특한데 반해 가장 널리 연주되는 작품은 민속 춤곡인 '컨트리 가든'을 편곡한 작품이다.
그레인저는 13세에 호주를 떠나 프랑크푸르트의 호흐 음악원에 입학했다. 1901년부터 1914년까지 런던에 기반을 두었으며, 처음에는 살롱 등에서 피아노를 연주하다가 나중에는 피아노 연주회를 열었다. 민요 선율을 수집하고 편곡하는 독특한 작곡가로 알려지기도 했다. 명성이 높아짐에 따라 유럽 음악계의 거물인 프레더릭 딜리어스와 에드바르 그리그와도 친교를 쌓게 되었다. 북유럽 문화와 음악을 좋아했는데 편지에서 이러한 열정을 표현하기도 했으며, 때로는 인종차별적이고 반유대주의적인 용어를 사용하기도 했다.

1914년에는 미국으로 이주하여 유럽과 오스트레일리아를 여행하면서 여생을 보냈다. 1917년부터 1918년까지 제1차 세계 대전 동안 미국 육군 군악대에서 복무했고, 1918년에 미국 시민권을 얻었다. 1922년 어머니의 자살 이후, 그는 교육 사업에 점점 관심을 키워갔다. 또한 음악 기계를 가지고 여러 실험을 했는데, 기계가 인간의 작품 해석을 뛰어넘을 것이라는 생각을 가졌다. 1930년대에 자기가 태어난 멜버른에 그레인저 박물관을 세워 그의 삶과 작품들을 기념하고 연구를 위한 기록 보관소로 삼았다. 노년기에도 계속해서 연주회를 가졌고, 새로운 곡을 작곡하며 기존의 작품들을 개정하기도 했다. 제2차 세계 대전 이후에는 건강의 악화로 이전만큼 자주 활동하지 못했다. 자신의 경력을 실패라고 생각했다. 1960년에 마지막 콘서트를 연 뒤 채 1년이 되지 않아 사망했다.